# Persone di nome Jorge
| Questa pagina contiene informazioni ricavate automaticamente dalle voci biografiche con l'ausilio del template Bio e di un bot. L'aggiornamento è periodico e automatico e ricostruisce completamente la pagina. Se manca una persona in questa lista, sei pregato di non aggiungerla, ma accertati piuttosto che la sua voce biografica contenga il template Bio e che i dati anagrafici siano correttamente compilati. Se il template Bio manca, inseriscilo tu stesso o, in alternativa, metti l'avviso {{tmp\|Bio}} che ne segnala la mancanza. Se i dati riportati sono sbagliati, correggi direttamente la voce biografica; le modifiche saranno visibili in questa lista entro pochi giorni. Per chiarimenti vedi il progetto antroponimi. La lista contiene solo le 560 persone che sono citate nell'enciclopedia e per le quali è stato implementato correttamente il template Bio. Pagina aggiornata al 6 ago 2025. |

Questa è una lista di persone presenti nell'enciclopedia che hanno il nome Jorge, suddivise per attività principale.

## Allenatori di calcio(39)
- Jorge Almirón, allenatore di calcio e ex calciatore argentino (San Miguel, n. 1971)
- Jorge Luís Andrade da Silva, allenatore di calcio e ex calciatore brasiliano (Juiz de Fora, n. 1957)
- Jorge Andrade, allenatore di calcio e ex calciatore portoghese (Lisbona, n. 1978)
- Jorge Barrios, allenatore di calcio e ex calciatore uruguaiano (Las Piedras, n. 1961)
- Jorge Bava, allenatore di calcio e ex calciatore uruguaiano (Montevideo, n. 1981)
- Jorge Benítez, allenatore di calcio e ex calciatore argentino (Gobernador Castro, n. 1950)
- Jorge Burruchaga, allenatore di calcio, dirigente sportivo e ex calciatore argentino (Gualeguay, n. 1962)
- Jorge Casanova, allenatore di calcio e ex calciatore uruguaiano (Sauce, n. 1976)
- Jorge Casquilha, allenatore di calcio e ex calciatore portoghese (Torres Novas, n. 1969)
- Jorge Castelli, allenatore di calcio argentino (Buenos Aires, n. 1946 - † 2007)
- Jorge Chula, allenatore di calcio e ex calciatore portoghese (Benavente, n. 1990)
- Jorge Contreras, allenatore di calcio e ex calciatore cileno (Santiago del Cile, n. 1960)
- Jorge Dely Valdés, allenatore di calcio e ex calciatore panamense (Colón, n. 1967)
- Jorge Dávalos, allenatore di calcio e ex calciatore messicano (Tonalá, n. 1957)
- Jorge Ferreira, allenatore di calcio e ex calciatore angolano (Benguela, n. 1966)
- Jorge Célico, allenatore di calcio e ex calciatore argentino (Buenos Aires, n. 1964)
- Jorge Fossati, allenatore di calcio e ex calciatore uruguaiano (Montevideo, n. 1952)
- Jorge García, allenatore di calcio e ex calciatore cileno (Viña del Mar, n. 1961)
- Jorge Habegger, allenatore di calcio argentino (Buenos Aires, n. 1946)
- Jorge Humberto Raggi, allenatore di calcio e ex calciatore portoghese (São Vicente, n. 1938)
- Jorge Jesus, allenatore di calcio e ex calciatore portoghese (Amadora, n. 1954)
- Jorge Leitão, allenatore di calcio e ex calciatore portoghese (Nespereira, n. 1974)
- Jorge Neves, allenatore di calcio e ex calciatore portoghese (Lisbona, n. 1969)
- Jorge Olguín, allenatore di calcio e ex calciatore argentino (Dolores, n. 1952)
- Jorge Paixão, allenatore di calcio e ex calciatore portoghese (Almada, n. 1965)
- Jorge Pellicer, allenatore di calcio e ex calciatore cileno (Santiago del Cile, n. 1966)
- Jorge Luis Pinto, allenatore di calcio colombiano (San Gil, n. 1952)
- Jorge Manuel Rebelo Fernandes, allenatore di calcio e ex calciatore portoghese (Lisbona, n. 1976)
- Jorge Ribolzi, allenatore di calcio e ex calciatore argentino (Ramos Mejía, n. 1953)
- Jorge Humberto Rodríguez, allenatore di calcio e ex calciatore salvadoregno (San Alejo, n. 1971)
- Jorge Salcedo, allenatore di calcio e ex calciatore statunitense (Cerritos, n. 1972)
- Jorge Sampaoli, allenatore di calcio e ex calciatore argentino (Casilda, n. 1960)
- Jorge Siega, allenatore di calcio e ex calciatore brasiliano (Cotiporã, n. 1947)
- Jorge Soares, allenatore di calcio e ex calciatore portoghese (Messejana, n. 1971)
- Jorge Socías, allenatore di calcio e ex calciatore cileno (n. 1951)
- Jorge Solari, allenatore di calcio e ex calciatore argentino (Buenos Aires, n. 1941)
- Jorge Theiler, allenatore di calcio e ex calciatore argentino (San José de la Esquina, n. 1964)
- Jorge Vargas, allenatore di calcio e ex calciatore cileno (Santiago, n. 1976)
- Jorge da Silva, allenatore di calcio e ex calciatore uruguaiano (Montevideo, n. 1961)

## Allenatori di calcio a 5(1)
- Jorge Braz, allenatore di calcio a 5 e ex calciatore portoghese (Edmonton, n. 1972)

## Ammiragli(2)
- Jorge Anaya, ammiraglio argentino (Bahía Blanca, n. 1926 - Buenos Aires, † 2008)
- Jorge Montt, ammiraglio e politico cileno (Casablanca, n. 1847 - Santiago del Cile, † 1922)

## Arbitri di calcio(4)
- Jorge Antequera, arbitro di calcio boliviano (La Paz, n. 1944 - † 2020)
- Jorge Larrionda, ex arbitro di calcio uruguaiano (Montevideo, n. 1968)
- Jorge Nieves, arbitro di calcio uruguaiano (n. 1952)
- Jorge José Emiliano dos Santos, arbitro di calcio brasiliano (Rio de Janeiro, n. 1954 - Rio de Janeiro, † 1995)

## Arcivescovi cattolici(7)
- Jorge Alberto Cavazos Arizpe, arcivescovo cattolico messicano (Monterrey, n. 1962)
- Jorge Ignacio García Cuerva, arcivescovo cattolico argentino (Río Gallegos, n. 1968)
- Jorge Eduardo Lozano, arcivescovo cattolico argentino (Buenos Aires, n. 1955)
- Jorge Alberto Ossa Soto, arcivescovo cattolico colombiano (El Carmen de Viboral, n. 1956)
- Jorge Carlos Patrón Wong, arcivescovo cattolico messicano (Mérida, n. 1958)
- Jorge Eduardo Scheinig, arcivescovo cattolico argentino (Carapachay, n. 1959)
- Jorge Ferreira da Costa Ortiga, arcivescovo cattolico portoghese (Brufe, n. 1944)

## Artisti(1)
- Jorge Eduardo Eielson, artista e scrittore peruviano (Lima, n. 1924 - Milano, † 2006)

## Artisti marziali misti(1)
- Jorge Masvidal, ex artista marziale misto statunitense (Miami, n. 1984)

## Astronomi(1)
- Jorge Iglesias-Páramo, astronomo spagnolo

## Atleti paralimpici(1)
- Jorge Núñez Piris, ex atleta paralimpico spagnolo (n. 1972)

## Attori(20)
- Jorge Enrique Abello, attore e regista colombiano (Bogotà, n. 1968)
- Damián Alcázar, attore messicano (Jiquilpan, n. 1953)
- Facundo Arana, attore e musicista argentino (Buenos Aires, n. 1972)
- Jorge Arvizu, attore e doppiatore messicano (Celaya, n. 1932 - Città del Messico, † 2014)
- Jorge Blanco, attore, cantante e ballerino messicano (Guadalajara, n. 1991)
- Jorge Clemente, attore spagnolo (Madrid, n. 1993)
- Jorge Garcia, attore statunitense (Omaha, n. 1973)
- Jorge Lavat, attore messicano (Città del Messico, n. 1933 - Città del Messico, † 2011)
- Jorge Lendeborg Jr., attore dominicano (Santo Domingo, n. 1996)
- Jorge López, attore, cantante e ballerino cileno (Santiago del Cile, n. 1991)
- Jorge Maggio, attore, giornalista e conduttore televisivo argentino (Buenos Aires, n. 1982)
- Jorge Martínez, attore argentino (Buenos Aires, n. 1947)
- Jorge Mistral, attore spagnolo (Aldaia, n. 1920 - Città del Messico, † 1972)
- Jorge Nolasco, attore, regista teatrale e insegnante argentino (Buenos Aires, n. 1958 - Buenos Aires, † 2017)
- J. D. Pardo, attore e modello statunitense (Los Angeles, n. 1980)
- Jorge Perugorría, attore e regista cubano (L'Avana, n. 1965)
- Jorge Pobes, attore spagnolo (Saragozza, n. 1983)
- Jorge Rivero, attore messicano (Città del Messico, n. 1938)
- Jorge Salinas, attore messicano (Città del Messico, n. 1968)
- Jorge Sanz, attore spagnolo (Madrid, n. 1969)

## Aviatori(1)
- Jorge Newbery, aviatore, scienziato e sportivo argentino (Buenos Aires, n. 1875 - Mendoza, † 1914)

## Avvocati(4)
- Washington Beltrán, avvocato, giornalista e politico uruguaiano (Montevideo, n. 1914 - Montevideo, † 2003)
- Jorge Larrañaga, avvocato e politico uruguaiano (Paysandú, n. 1956 - Montevideo, † 2021)
- Jorge García Montes, avvocato e politico cubano (New York, n. 1896 - New York, † 1982)
- Jorge de Villalonga, avvocato e generale spagnolo (La Cueva, n. 1664)

## Baritoni(1)
- Jorge Chaminé, baritono portoghese (Porto, n. 1956)

## Batteristi(1)
- Jorge Rossy, batterista, vibrafonista e pianista spagnolo (Barcellona, n. 1964)

## Bobbisti(1)
- Arturo Gramajo, bobbista argentino (Buenos Aires, n. 1897 - Buenos Aires, † 1957)

## Cantanti(4)
- Jorge Cafrune, cantante argentino (Perico, n. 1937 - Benavídez, † 1978)
- Jorge González, cantante spagnolo (Villarejo de Salvanés, n. 1988)
- Jorge Goulart, cantante brasiliano (Rio de Janeiro, n. 1926 - Rio de Janeiro, † 2012)
- Jorge Negrete, cantante e attore messicano (Guanajuato, n. 1911 - Los Angeles, † 1953)

## Cantautori(4)
- Jorge Ben Jor, cantautore, compositore e musicista brasiliano (Rio de Janeiro, n. 1939)
- Jorge Drexler, cantautore uruguaiano (Montevideo, n. 1964)
- Seu Jorge, cantautore e attore brasiliano (Belford Roxo, n. 1970)
- Pelo Madueño, cantautore, cantante e attore peruviano (Lima, n. 1968)

## Cardinali(5)
- Jorge Enrique Jiménez Carvajal, cardinale e arcivescovo cattolico colombiano (Bucaramanga, n. 1942)
- Jorge Medina Estévez, cardinale e arcivescovo cattolico cileno (Santiago del Cile, n. 1926 - Santiago del Cile, † 2021)
- Jorge María Mejía, cardinale e arcivescovo cattolico argentino (Buenos Aires, n. 1923 - Roma, † 2014)
- Jorge Liberato Urosa Savino, cardinale e arcivescovo cattolico venezuelano (Caracas, n. 1942 - Caracas, † 2021)
- Jorge da Costa, cardinale e arcivescovo cattolico portoghese (Alpedrinha, n. 1406 - Roma, † 1508)

## Cestisti(29)
- Jorge Becerra, ex cestista argentino (n. 1950)
- Jorge Bilbao, cestista spagnolo (Bilbao, n. 1995)
- Jorge Bogado, cestista e allenatore di pallacanestro paraguaiano (Asunción, n. 1930 - † 2006)
- Jorge Bogarín, cestista paraguaiano (Caazapá, n. 1938 - † 2024)
- Jorge Cabrera, ex cestista uruguaiano (n. 1974)
- Jorge Canavesi, cestista e allenatore di pallacanestro argentino (Buenos Aires, n. 1920 - † 2016)
- Koko Cárdenas, cestista e giornalista peruviano (n. 1912 - Lima, † 1988)
- Jorge Coelho, ex cestista portoghese (Lisbona, n. 1978)
- Jorge Brian Díaz, cestista statunitense (Bronx, n. 1989)
- Jorge Faggiano, ex cestista argentino (Punta Alta, n. 1961)
- Jorge Ferreyros, cestista e dirigente sportivo peruviano († 2009)
- Jorge Flores González, cestista messicano (La Piedad, n. 1954 - † 2025)
- Jorge Gudiño, cestista messicano (Città del Messico, n. 1920 - Celaya, † 1995)
- Jorge Guerra, ex cestista e allenatore di pallacanestro brasiliano (Franca, n. 1959)
- Jorge Guillén Montenegro, cestista spagnolo (Jerez de la Frontera, n. 1937 - Barcellona, † 2023)
- Jorge Gutiérrez, ex cestista e allenatore di pallacanestro messicano (Chihuahua, n. 1988)
- Jorge Carlos Dortas Olivieri, cestista brasiliano (n. 1931 - † 1966)
- Jorge Maya, cestista uruguaiano (Montevideo, n. 1944 - Montevideo, † 2022)
- Jorge Moré, ex cestista cubano (Cifuentes, n. 1958)
- Jorge Nuré, cestista argentino (n. 1926 - † 2011)
- Jorge Racca, ex cestista argentino (General Pico, n. 1971)
- Jorge Rentería, cestista messicano († 2015)
- Jorge Rifatti, ex cestista argentino (Rosario, n. 1970)
- Jorge Rivera, ex cestista portoricano (San Juan, n. 1973)
- Jorge Santana, ex cestista spagnolo (Las Palmas de Gran Canaria, n. 1990)
- Jorge Sanz Rodríguez, cestista spagnolo (Madrid, n. 1993)
- Rodolfo Soracco, cestista peruviano (Miraflores, n. 1927 - † 2018)
- Jorge Vargas Kerrigan, ex cestista peruviano (Lima, n. 1942)
- Jorge Zaragoza, cestista messicano (Delicias, n. 1947 - † 2022)

## Ciclisti su strada(4)
- Jorge Arcas, ciclista su strada spagnolo (Sabiñánigo, n. 1992)
- Jorge Cubero, ex ciclista su strada spagnolo (Baena, n. 1992)
- Jorge Ferrío, ex ciclista su strada spagnolo (Madrid, n. 1976)
- Jorge Ruiz Cabestany, ex ciclista su strada spagnolo (San Sebastián, n. 1956)

## Compositori(2)
- Jorge Villamil, compositore colombiano (Neiva, n. 1929 - Bogotà, † 2010)
- Jorge del Moral, compositore e pianista messicano (Città del Messico, n. 1900 - Città del Messico, † 1941)

## Conduttori televisivi(1)
- Jorge Javier Vázquez, conduttore televisivo spagnolo (Badalona, n. 1970)

## Criminali(1)
- Jorge Torrez, criminale statunitense (Zion, n. 1988)

## Danzatori(1)
- Jorge Donn, danzatore argentino (El Palomar, n. 1947 - Losanna, † 1992)

## Dirigenti sportivi(6)
- Jorge Azanza, dirigente sportivo e ex ciclista su strada spagnolo (Alsasua, n. 1982)
- Paulo Futre, dirigente sportivo e ex calciatore portoghese (Montijo, n. 1966)
- Jorge Garbajosa, dirigente sportivo e ex cestista spagnolo (Torrejón de Ardoz, n. 1977)
- Palhinha, dirigente sportivo, allenatore di calcio e ex calciatore brasiliano (San Paolo, n. 1967)
- Jorge Toledo, dirigente sportivo, allenatore di calcio e ex calciatore brasiliano (San Paolo, n. 1958)
- Jorge Valdano, dirigente sportivo, allenatore di calcio e ex calciatore argentino (Las Parejas, n. 1955)

## Discoboli(1)
- Jorge Fernández, discobolo cubano (Cárdenas, n. 1987)

## Drammaturghi(3)
- Jorge Andrade, drammaturgo, sceneggiatore e autore televisivo brasiliano (Barretos, n. 1922 - San Paolo, † 1984)
- Jorge Ferreira de Vasconcelos, drammaturgo portoghese (Lisbona, n. 1515 - † 1585)
- Jorge Ibargüengoitia, drammaturgo e scrittore messicano (Guanajuato, n. 1928 - Mejorada del Campo, † 1983)

## Esploratori(3)
- Jorge de Alvarado, esploratore spagnolo (Badajoz - forse Madrid)
- Jorge Álvares, esploratore portoghese (Freixo de Espada à Cinta - Cina, † 1521)
- Jorge de Menezes, esploratore, militare e politico portoghese (n. 1498 - † 1537)

## Fisici(1)
- Jorge E. Hirsch, fisico argentino (Buenos Aires, n. 1953)

## Fumettisti(1)
- Jorge Zentner, fumettista argentino (Basavilbaso, n. 1953)

## Funzionari(1)
- Jorge Zorreguieta, funzionario e politico argentino (Buenos Aires, n. 1928 - Buenos Aires, † 2017)

## Generali(1)
- Jorge Rafael Videla, generale e politico argentino (Mercedes, n. 1925 - Marcos Paz, † 2013)

## Giocatori di baseball(4)
- Jorge Polanco, giocatore di baseball dominicano (San Pedro de Macorís, n. 1993)
- Jorge Posada, ex giocatore di baseball portoricano (Santurce, n. 1970)
- Jorge Soler, giocatore di baseball cubano (L'Avana, n. 1992)
- Jorge Luis Valdés, giocatore di baseball cubano (Matanzas, n. 1961 - Matanzas, † 2025)

## Giocatori di calcio a 5(8)
- Jorge Abril, giocatore di calcio a 5 colombiano (n. 1987)
- Jorge Barroso, giocatore di calcio a 5 spagnolo (Melilla, n. 1987)
- Jorge Colina, ex giocatore di calcio a 5 uruguaiano (n. 1971)
- Djô, giocatore di calcio a 5 capoverdiano (Praia, n. 1986)
- Jorge Giménez, ex giocatore di calcio a 5 paraguaiano (n. 1970)
- Jorge Matamoros, ex giocatore di calcio a 5 spagnolo (Madrid, n. 1984)
- Jorge Luiz da Costa Pimentel, ex giocatore di calcio a 5 brasiliano (Itapiruçu, n. 1968)
- Jorge Suarez, giocatore di calcio a 5 australiano (n. 1976)

## Giornalisti(2)
- Jorge Lanata, giornalista e scrittore argentino (Mar del Plata, n. 1960 - Buenos Aires, † 2024)
- Jorge Ramos, giornalista, conduttore televisivo e telecronista sportivo uruguaiano (Montevideo, n. 1952)

## Hockeisti su pista(1)
- Jorge Alfredo Luz, ex hockeista su pista e allenatore di hockey su pista argentino (San Juan, n. 1958)

## Imprenditori(5)
- Jorge Alessandri Rodríguez, imprenditore e politico cileno (Santiago del Cile, n. 1896 - Santiago del Cile, † 1986)
- Jorge Cauz, imprenditore e enciclopedista statunitense (Città del Messico, n. 1965)
- Jorge Paulo Lemann, imprenditore, banchiere e ex tennista brasiliano (Rio de Janeiro, n. 1939)
- Pinto da Costa, imprenditore e dirigente sportivo portoghese (Cedofeita, n. 1937 - Porto, † 2025)
- Jorge Vergara, imprenditore, dirigente sportivo e produttore cinematografico messicano (Guadalajara, n. 1955 - New York, † 2019)

## Judoka(1)
- Jorge Fonseca, judoka portoghese (n. 1992)

## Matematici(1)
- Jorge Juan y Santacilia, matematico e scienziato spagnolo (Novelda, n. 1713 - Madrid, † 1773)

## Mecenati(1)
- George de Cuevas, mecenate cileno (Santiago del Cile, n. 1885 - Cannes, † 1961)

## Militari(2)
- Jorge Eduardo Acosta, militare e criminale argentino (Buenos Aires, n. 1941)
- Jorge de Albuquerque, militare portoghese († 1525)

## Montatori(1)
- Jorge Rivera, montatore messicano

## Multiplisti(1)
- Jorge Ureña, multiplista spagnolo (Onil, n. 1993)

## Musicisti(4)
- Jorge Coulón, musicista e politico cileno (Temuco, n. 1947)
- Jorge Reyes, musicista messicano (Uruapan, n. 1952 - Città del Messico, † 2009)
- Jorge Suárez Carbajal, musicista spagnolo (Oviedo, n. 1986)
- Dímelo Flow, musicista e produttore discografico panamense (Distretto di Panama, n. 1989)

## Nuotatori(3)
- Jorge Comas, nuotatore spagnolo (Barcellona, n. 1954)
- Jorge Escalante, nuotatore messicano (Città del Messico, n. 1940 - † 2007)
- Jorge Luiz L. Fernandes, ex nuotatore brasiliano (Rio de Janeiro, n. 1962)

## Pallamanisti(1)
- Jorge Maqueda, pallamanista spagnolo (Toledo, n. 1988)

## Pallanuotisti(2)
- Jorge Lucey, pallanuotista argentino (Buenos Aires, n. 1932 - † 2012)
- Jorge Payá, ex pallanuotista spagnolo (Manresa, n. 1963)

## Pallavolisti(3)
- Jorge Barajas, pallavolista messicano (Ciudad de Armería, n. 1991)
- Jorge López, pallavolista portoricano (Naranjito, n. 1992)
- Jorge Mencía, pallavolista cubano (n. 1990)

## Pianisti(1)
- Jorge Bolet, pianista e direttore d'orchestra cubano (L'Avana, n. 1914 - Mountain View, † 1990)

## Piloti automobilistici(1)
- Jorge Daponte, pilota automobilistico argentino (Buenos Aires, n. 1923 - Buenos Aires, † 1963)

## Piloti di rally(1)
- Jorge Recalde, pilota di rally argentino (Mina Clavero, n. 1951 - Córdoba, † 2001)

## Piloti motociclistici(6)
- Jorge Kissling, pilota motociclistico argentino (Buenos Aires, n. 1940 - Balcarce, † 1968)
- Jorge Lorenzo, pilota motociclistico spagnolo (Palma di Maiorca, n. 1987)
- Jorge Martín, pilota motociclistico spagnolo (Madrid, n. 1998)
- Jorge Martínez, ex pilota motociclistico e dirigente sportivo spagnolo (Alzira, n. 1962)
- Jorge Navarro, pilota motociclistico spagnolo (La Pobla de Vallbona, n. 1996)
- Jorge Prado García, pilota motociclistico spagnolo (Lugo, n. 2001)

## Pittori(4)
- Jorge Inglés, pittore e miniatore inglese
- Jorge Rando, pittore e scultore spagnolo (Malaga, n. 1941)
- Jorge Selarón, pittore e ceramista cileno (Limache, n. 1947 - Rio de Janeiro, † 2013)
- Jorge Manuel Theotocópuli, pittore, scultore e architetto spagnolo (Toledo, n. 1578 - Toledo, † 1631)

## Poeti(4)
- Jorge Carrera Andrade, poeta e storico ecuadoriano (Quito, n. 1902 - Quito, † 1978)
- Jorge Guillén, poeta e scrittore spagnolo (Valladolid, n. 1893 - Malaga, † 1984)
- Jorge Manrique, poeta spagnolo (Paredes de Nava, n. 1440 - Santa María del Campo, † 1479)
- Jorge de Sena, poeta, scrittore e drammaturgo portoghese (Lisbona, n. 1919 - Santa Barbara, † 1978)

## Politici(21)
- Jorge Carlos Alcocer Varela, politico e medico messicano (Città del Messico, n. 1946)
- Jorge Arganis Díaz Leal, politico e funzionario messicano (Città del Messico, n. 1943 - Città del Messico, † 2024)
- Jorge Arrate, politico cileno (Santiago del Cile, n. 1941)
- Jorge Arreaza, politico venezuelano (Caracas, n. 1973)
- Jorge Azcón, politico e avvocato spagnolo (Saragozza, n. 1973)
- Jorge Batlle, politico uruguaiano (Montevideo, n. 1927 - Montevideo, † 2016)
- Jorge Capitanich, politico argentino (Presidencia Roque Sáenz Peña, n. 1964)
- Jorge Carlos Fonseca, politico capoverdiano (Mindelo, n. 1950)
- Jorge Eliécer Gaitán, politico e avvocato colombiano (Bogotà, n. 1903 - Bogotà, † 1948)
- Jorge Glas, politico ecuadoriano (Guayaquil, n. 1969)
- Francisco Guerreiro, politico portoghese (Santiago do Cacém, n. 1984)
- Jorge Illueca, politico panamense (Panama, n. 1918 - † 2012)
- Jorge Tadeo Lozano, politico colombiano (Santa Fé de Bogotá, n. 1771 - Santa Fé de Bogotá, † 1816)
- Jorge Macri, politico e imprenditore argentino (Tandil, n. 1965)
- Jorge Pacheco Areco, politico uruguaiano (Montevideo, n. 1920 - Montevideo, † 1998)
- Jorge Quiroga Ramírez, politico boliviano (Cochabamba, n. 1960)
- Jorge Rodríguez, politico e psichiatra venezuelano (n. 1965)
- Jorge Sampaio, politico portoghese (Lisbona, n. 1939 - Lisbona, † 2021)
- Jorge Antonio Serrano Elías, politico guatemalteco (Città del Guatemala, n. 1945)
- Jorge Ubico, politico e generale guatemalteco (Città del Guatemala, n. 1878 - New Orleans, † 1946)
- Jorge Villavicencio, politico e chirurgo guatemalteco (Guatemala, n. 1958 - Città del Guatemala, † 2020)

## Presbiteri(1)
- Jorge A. Lira, presbitero e linguista peruviano (Cuzco, n. 1912 - Cuzco, † 1984)

## Procuratori sportivi(1)
- Jorge Mendes, procuratore sportivo portoghese (Lisbona, n. 1966)

## Psicologi(1)
- Jorge Bucay, psicologo, drammaturgo e scrittore argentino (Buenos Aires, n. 1949)

## Pugili(6)
- Jorge Arce, pugile messicano (Los Mochis, n. 1979)
- Jorge Gutiérrez, ex pugile cubano (Camagüey, n. 1975)
- Jorge Hernández, pugile cubano (L'Avana, n. 1954 - L'Avana, † 2019)
- Jorge Linares, pugile venezuelano (Barinas, n. 1985)
- Jorge Julio Rocha, ex pugile colombiano (El Retén, n. 1969)
- Jorge Solís, pugile messicano (Guadalajara, n. 1979)

## Rapper(2)
- Recycled J, rapper spagnolo (Madrid, n. 1993)
- Kurious Jorge, rapper statunitense (New York, n. 1969)

## Registi(5)
- Jorge Bechara, regista e sceneggiatore argentino (Buenos Aires, n. 1969)
- Daniel Espinosa, regista, sceneggiatore e produttore cinematografico svedese (Huddinge, n. 1977)
- Jorge Grau, regista spagnolo (Barcellona, n. 1930 - Madrid, † 2018)
- Jorge Fernando, regista e attore brasiliano (Rio de Janeiro, n. 1955 - Rio de Janeiro, † 2019)
- Jorge Nisco, regista cinematografico argentino (Bernal, n. 1956)

## Registi teatrali(1)
- Jorge Lavelli, regista teatrale e direttore teatrale argentino (Buenos Aires, n. 1932 - Parigi, † 2023)

## Rugbisti a 15(1)
- Jorge Allen, ex rugbista a 15 argentino (Vicente López, n. 1956)

## Scacchisti(1)
- Jorge Cori Tello, scacchista peruviano (Lima, n. 1995)

## Sceneggiatori(1)
- Jorge Guerricaechevarría, sceneggiatore spagnolo (Avilés, n. 1965)

## Schermidori(4)
- Jorge Agostini, schermidore e rivoluzionario cubano (Mayarí, n. 1910 - L'Avana, † 1955)
- Jorge Garbey, ex schermidore cubano (n. 1953)
- Jorge Pina Pérez, schermidore spagnolo (Madrid, n. 1977)
- Jorge de Paiva, schermidore portoghese (n. 1887 - † 1937)

## Scrittori(19)
- Jorge Canifa Alves, scrittore capoverdiano (Mindelo, n. 1972)
- Jorge Amado, scrittore brasiliano (Itabuna, n. 1912 - Salvador de Bahia, † 2001)
- Jorge Luis Borges, scrittore, poeta e saggista argentino (Buenos Aires, n. 1899 - Ginevra, † 1986)
- Jorge Camacho, scrittore e esperantista spagnolo (Zafra, n. 1966)
- Jorge Carrión, scrittore e critico letterario spagnolo (Tarragona, n. 1976)
- Carmen Mola, scrittore e sceneggiatore spagnolo (Alicante, n. 1962)
- Jorge Edwards, scrittore, critico letterario e giornalista cileno (Santiago del Cile, n. 1931 - Madrid, † 2023)
- Jorge Icaza, scrittore e drammaturgo ecuadoriano (Quito, n. 1906 - Quito, † 1978)
- Jorge Isaacs, scrittore, giornalista e politico colombiano (Cali, n. 1837 - Ibagué, † 1895)
- Ray Loriga, scrittore, sceneggiatore e regista spagnolo (Madrid, n. 1967)
- Jorge Majfud, scrittore, traduttore e saggista uruguaiano (Tacuarembó, n. 1969)
- Jorge Mautner, scrittore, cantante e attore brasiliano (Rio de Janeiro, n. 1941)
- Jorge Molist, scrittore spagnolo (Barcellona, n. 1951)
- Jorge de Montemayor, romanziere e poeta portoghese (Montemor-o-Velho, n. 1520 - Torino, † 1561)
- Jorge Semprún, scrittore e politico spagnolo (Madrid, n. 1923 - Parigi, † 2011)
- Mario Vargas Llosa, scrittore e drammaturgo peruviano (Arequipa, n. 1936 - Lima, † 2025)
- Jorge Volpi, scrittore e saggista messicano (Città del Messico, n. 1968)
- Jorge Zepeda Patterson, scrittore e giornalista messicano (Mazatlán, n. 1952)
- Jorge de Lima, scrittore, poeta e politico brasiliano (União dos Palmares, n. 1893 - Rio de Janeiro, † 1953)

## Scultori(2)
- Jorge Melício, scultore portoghese (Lobito, n. 1957)
- Jorge Oteiza, scultore, saggista e poeta spagnolo (Orio, n. 1908 - San Sebastián, † 2003)

## Slittinisti(2)
- Jorge Monjo, ex slittinista spagnolo (n. 1944)
- Jorge Roura, ex slittinista spagnolo (n. 1946)

## Storici(1)
- Jorge Basadre, storico peruviano (Tacna, n. 1903 - Lima, † 1980)

## Tennisti(3)
- Jorge Aguilar, ex tennista cileno (Santiago del Cile, n. 1985)
- Jorge Andrew, ex tennista venezuelano (Caracas, n. 1951)
- Jorge Lozano, ex tennista messicano (San Luis Potosí, n. 1963)

## Tenori(1)
- Jorge de León, tenore spagnolo (Santa Cruz de Tenerife, n. 1970)

## Tuffatori(1)
- Jorge Betancourt, tuffatore cubano (Matanzas, n. 1982)

## Vescovi cattolici(2)
- Jorge Scarso, vescovo cattolico italiano (Modica, n. 1916 - Modica, † 2015)
- Jorge de Santa Luzia, vescovo cattolico portoghese (Aveiro - Goa, † 1579)

## Wrestler(4)
- Santos Escobar, wrestler messicano (Città del Messico, n. 1984)
- Giant González, wrestler e cestista argentino (Formosa, n. 1966 - General José de San Martín, † 2010)
- El Hijo del Santo, wrestler messicano (Città del Messico, n. 1963)
- Hunico, wrestler statunitense (El Paso, n. 1977)

## Senza attività specificata(2)
- Jorge Guardiola, ex tiratore a volo spagnolo (Madrid, n. 1963)
- Jorge Arturo Mendoza, peruviano (Piura, n. 1971)